# Айн Газал
Айн Газал (на арабски: عين غزال) е древен град в днешна Йордания, разположен на 7 километра североизточно от центъра на днешния град Аман.
Айн Газал е сред най-значимите археологически обекти от ранния неолит в Близкия Изток. Той е част от културата Докерамичен неолит B и е най-известен с гипсовите Айнгазалски статуи. Селището възниква през IX хилядолетие пр. Хр. и достига най-големия си разцвет около 7000 година пр. Хр., когато има около 3 хиляди жители, няколко пъти повече от тогавашния недалечен Йерихон. Няколко столетия по-късно то претърпява внезапен упадък, вероятно в резултат на Глобалното захлаждане от 6200 година пр. Хр.